# Temple Guiting
Temple Guiting – wieś i civil parish w Anglii, w Gloucestershire, w dystrykcie Cotswold. W 2011 civil parish liczyła 463 mieszkańców. Temple Guiting jest wspomniana w Domesday Book (1086) jako Getinge.